# Zahnputztablette
Die Zahnputztablette ist ein Hygieneprodukt für Mund und Zähne, das in Trockenform vorliegt. Wie auch die herkömmliche Zahnpasta dient eine Zahnputztablette zur Plaque-Entfernung, also zur Zahnprophylaxe.

## Anwendung
Je eine Zahnputztablette wird vor dem Zähneputzen zunächst zerkaut, sodass Schaum entsteht. Nun kann mit einer Zahnbürste gereinigt werden. Während des Kauens werden die Zähne bereits gereinigt, Ablagerungen werden beseitigt. Nach dem Putzen wird der Mund ausgespült.

## Inhaltsstoffe

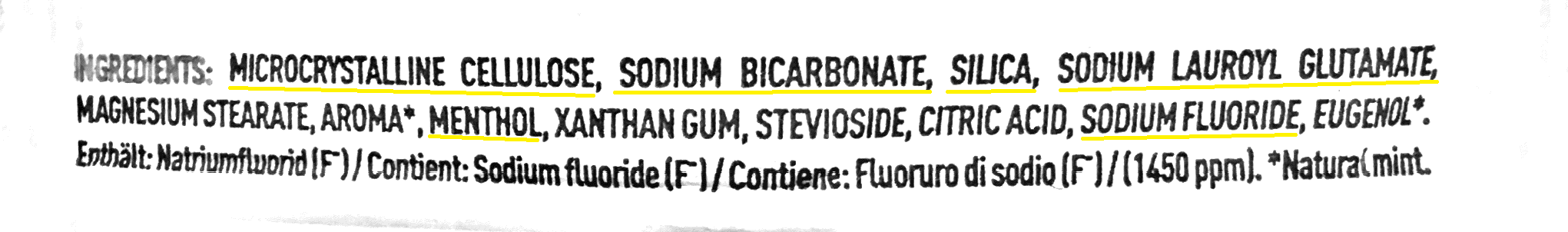
Inhaltsstoffe einer Zahnputztablette nach INCI

Der Hauptbestandteil einer Zahnputztablette ist Zellulose (Microcrystalline Cellulose). Diese sorgt dafür, dass die Zähne glattpoliert werden. Weiterhin wird Natriumhydrogencarbonat (Sodium Bicarbonate) verwendet, da es ebenso Zahnbelag entfernt und so der Mundpflege dient. Des Weiteren beeinflusst es den pH-Wert des Speichels. Siliciumdioxid (Silica) entfernt ebenfalls Zahnbelag und nimmt fein verteilte Stoffe auf. Tenside, wie Sodium Lauroyl Glutamate, sind verantwortlich für die Schaumbildung. Menthol sorgt für einen frischen Atem und Natriumfluorid (Sodium Fluoride) verhindert die Entstehung von Karies.

## Vorteile
Im Vergleich zu Zahnpasta haben Zahnputztabletten mehrere Vorteile, sie sind:
- wesentlich länger haltbar,
- frei von Konservierungsstoffen und
- umweltfreundlich ohne Plastiktube verpackt.[1]
- Aufgrund der festen Form kann nicht nur auf eine Plastikverpackung verzichtet werden, sondern auch auf Emulgatoren, Feuchthaltemittel, Konsistenzgeber und Konservierungsmittel.[1][5]